# 約翰·勞登·麥克亞當
約翰·勞登·麥克亞當（英語：John Loudon McAdam，1756年9月23日—1836年11月26日）是一名蘇格蘭土木工程師和道路建設者。他最著名的發明為一種新工藝「碎石道路」，用於建造具有光滑硬質表面的道路，使用混合顆粒尺寸和預定結構的受控材料，這比土基軌道更耐用且更少泥濘。現代道路建設仍然反映了麥克亞當的影響。在隨後的改進中，最重要的是引入焦油（最初是煤焦油）將路面的石頭粘合在一起，即「柏油碎石」。

## 外部連結
- 维基共享资源上的相關多媒體資源：約翰·勞登·麥克亞當
- 维基文库中的相關文獻：約翰·勞登·麥克亞當
- 开放图书馆中約翰·勞登·麥克亞當的著作
- Remarks on the Present System of Road Making by John Loudon McAdam, 1821, from Google Book Search
- Magazine from the Department of Public Works in Puerto Rico indicating, with a map, about a firm called McAdams that built many highways in Puerto Rico